# Cultripalpa
Cultripalpa é um gênero de traça pertencente à família Arctiidae.